# Nămoloasa (gmina)
Nămoloasa – gmina w Rumunii, w okręgu Gałacz. Obejmuje miejscowości Crângeni, Nămoloasa-Sat i Nămoloasa. W 2011 roku liczyła 2180 mieszkańców. 